# 양남초등학교
양남초등학교는 대한민국 경상북도 경주시 양남면 하서리에 있는 공립 초등학교이다.

## 학교 연혁
- 1923년 7월 9일 하서공립보통학교 개교
- 1938년 4월 1일 하서공립심상소학교로 개칭[1]
- 1941년 4월 1일 하서공립국민학교로 개칭[2]
- 1950년 4월 3일 나산국민학교(現 나산초등학교) 분리
- 1959년 7월 7일 양남국민학교로 개칭
- 1981년 3월 1일 병설유치원 개원
- 1994년 3월 1일 상계분교장 편입
- 1996년 3월 1일 현재 교명으로 개칭[3]
- 1996년 3월 1일 석읍분교장 본교로 병합
- 2006년 11월 10일 해오름 도서관 개관
- 2006년 12월 15일 컴퓨터실 정비[4]
- 2007년 11월 2일 운동장, 조명, 벤치 설치, 인어상 제막
- 2008년 10월 23일 교사 내외부벽 도색
- 2015년 2월 28일 상계분교장 본교로 병합
- 2019년 3월 1일 제31대 남경호 교장 부임
- 2020년 2월 14일 제93회 졸업식(14명, 총5777명)
- 2020년 3월 1일 초등 6학급, 유치원 1학급 편성

## 학교 상징
- 교화(校花) - 장미꽃 : 꽃이 잎보다 먼저 피며 꽃이 한창일 때는 온 나무가 흰 꽃으로 덮여지는 그 모양은 마치 백의민족을 상징한다.
- 교목(校木) - 은행나무 : 교문 양편에 하늘을 찌를 듯 우뚝이 솟은 두 그루의 은행나무는 마치 어깨를 겨누어 학교를 수호하고, 어린이들에게 푸른 마음과 늠름한 기상을 일깨워 준다.

## 참고 자료
- 양남초등학교 - 한국교육학술정보원 학교알리미